# Gradefes
Gradefes è un comune spagnolo di 1 272 abitanti situato nella comunità autonoma di Castiglia e León.